# Łączana
Łączana (818 m), Góra Łączana – szczyt w grani głównej Pienin Czorsztyńskich znajdujący się pomiędzy Nową Górą a Macelakiem. Jest to szczyt o bardzo małej wybitności, ma jednak znaczenie topograficzne. Na południe odchodzi od niego krótki boczny grzbiet z Kirową Skałką. Grzbiet ten oddziela jary dwóch potoków: Kirowego Potoku (po zachodniej stronie) i Czarnego (po wschodniej stronie). Na północ od Łączanej również odchodzi grzbiet ze szczytami Średni Groń i Groń. Grzbiet ten oddziela dolinkę Białego Potoku od doliny Zagrońskiego Potoku.
Znajduje się w Pienińskim Parku Narodowym. Przez Łączaną biegnie granica między wsiami Sromowce Niżne (gmina Czorsztyn) i Hałuszowa (gmina Krościenko nad Dunajcem) w województwie małopolskim, w powiecie nowotarskim. Jest porośnięta lasem, ale na jej północnym grzbiecie są dwie duże polany ciągnące się od Czoła po Macelaka: Pod Forendówką i Forendówki, a u wschodnich podnóży zarośnięta polana Czerniawa. Po południowo-zachodniej stronie szczytu Łączanej jest polana Młaka.

## Szlak turystyczny
Przez szczyt Łączanej prowadzi główny szlak Pienin Czorsztyńskich.
 – z Czorsztyna przez przełęcz Osice, Suszynę, Macelak, Trzy Kopce na przełęcz Szopkę.